# Športna dvorana Gospino polje
Športna dvorana Gospino polje (hrvaško: Športska dvorana Gospino polje; angleško Gospino polje Sports Hall) je večnamenska pokrita športna dvorana v Dubrovniku na Hrvaškem.
Arena gosti košarko, vključno z občasnimi tekmami hrvaške reprezentance in košarkarskega kluba KK Dubrovnik. Gostila je tudi mednarodne kvalifikacije v futsalu.